# Fly Angola

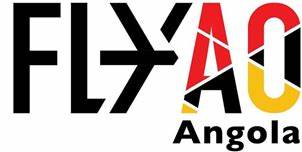
Fly Angolas logotyp.

Fly Angola är ett privatägt angolanskt flygbolag, baserat vid Quatro de Fevereiro flygplats, Luandas internationella flygplats och landets största. Flygbolaget grundades 2018, som ett virtuellt flygbolag. Ett annat flygbolag, Aerojet stod för flygplanen och besättningen. I dagsläget äger dock bolaget två egna flygplan. 
Flygbolaget har två rutter, Kabinda–Luanda samt Luanda–São Tomé och Príncipe.

## Flotta
- 1 Embraer ERJ 145[3]
- 1 Bombardier Q Series/Dash 8 DH3[3]